# 武汉职工科技大学
武汉科技职工大学是曾经存在于湖北省武汉市的市属高校，又名 科学技术部管理学院，前身是1979年成立的湖北省计算中心，2000年2月28日并入华中理工大学，同年五月华中理工大学、同济医科大学、武汉城市建设学院又合并组建华中科技大学。